# Dontreix
Dontreix é uma comuna francesa na região administrativa da Nova Aquitânia, no departamento de Creuse. Estende-se por uma área de 47,45 km². Em 2010 a comuna tinha 426 habitantes (densidade: 9 hab./km²).